# Pseudoxyrhopus sokosoko
Pseudoxyrhopus sokosoko är en ormart som beskrevs av Raxworthy och Nussbaum 1994. Pseudoxyrhopus sokosoko ingår i släktet Pseudoxyrhopus och familjen snokar. Inga underarter finns listade i Catalogue of Life.
Denna orm förekommer på sydöstra Madagaskar. Arten lever i låglandet och i kulliga områden mellan 75 och 800 meter över havet. Habitatet utgörs av regnskogar. Individerna vistas på marken och de gömmer sig ofta under träbitar eller i trädstubbar. De är nattaktiva. Honor lägger ägg.
Beståndet hotas av skogsröjningar när jordbruksmark eller gruvdrift etableras. IUCN kategoriserar arten globalt som sårbar.